# Kościół Ofiarowania Najświętszej Maryi Panny w Siennicy
Kościół Ofiarowania Najświętszej Maryi Panny w Siennicy – rzymskokatolicki kościół parafialny należący do dekanatu siennickiego diecezji warszawsko-praskiej.
Obecny murowany barokowy kościół wraz z klasztorem został ufundowany przez Kazimierza Rudzińskiego i Antoninę z Nowosielskich oraz ich syn Michała w latach 1749-1754. Świątynia została zaprojektowana przez architektów: Symeona Gaygiera i Antoniego Solariego. Budowla została konsekrowana przez biskupa Jana Chrzciciela Albertrandiego, biskupa pomocniczego warszawskiego w 1761 roku. Klasztor i kościół został powierzony ojcom Reformatom, którzy przebywali w nim do kasaty zakonu w 1863 roku. W 1896 roku kościół i klasztor zostały powierzone zarządowi diecezji. W 1944 roku kościół został spalony przez wojska niemieckie; odbudowa została ukończona w 1959 roku. Do kościoła przylega dawny klasztor reformatów: w części parafialnej są umieszczone mieszkania dla wikariuszy, sala katechetyczna, natomiast w pozostałej części mieści się Zespół Szkół.
Do wyposażenia świątyni należą: obraz z XVIII wieku przedstawiający cudowne rozmnożenie chleba, chrzcielnica z I połowy XIX stulecia, a także dwie szafy w zakrystii z drugiej połowy XVIII stulecia. W zachodnią ścianę prezbiterium jest wmurowana urna z sercem Kazimierza Rudzieńskiego, fundatora kościoła. W podziemiach budowli są umieszczone trumny ojców reformatów i fundatorów świątyni. Zachował się również dzwon z 1627 roku.